# 西蒙頓湖 (印地安納州)
西蒙頓湖（英語：Simonton Lake）是位於美國印地安納州埃爾克哈特縣的一個人口普查指定地區。

## 人口
根據2010年美國人口普查的數據，西蒙頓湖的面積為10.50平方千米，當中陸地面積為9.30平方千米，而水域面積為1.20平方千米。當地共有人口4678人，而人口密度為每平方千米445.52人。